# عظيم الدولة (كارناتيك)
عظيم الدولة (1775 – 2 آب 1819) كان من نواب كارناتيك من عام 1801 إلى عام 1819. كان الابن الأكبر لأمير الأمراء وابن أخ عمدة الأمراء.

## معاهدة 1801

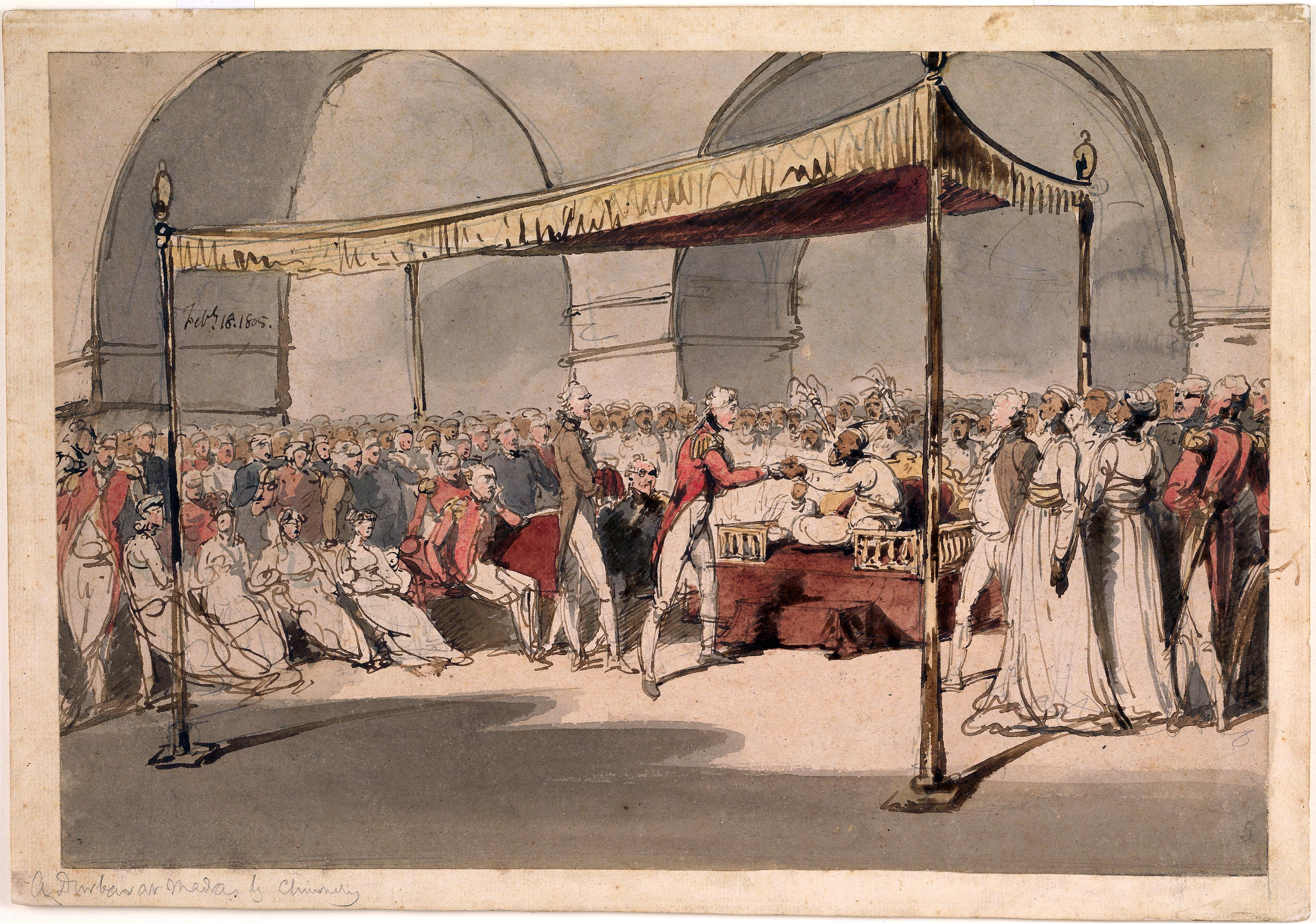
عظيم الدولة

اعتلى العرش بعد وفاة عمه في عام 1801 م.
بمجرد اعتلاء عظيم الدولة العرش، اضطر إلى توقيع معاهدة كارناتيك التي سلمت الإدارة المدنية والبلدية لكارناتيك إلى شركة الهند الشرقية البريطانية.
وبالتالي، تقلّص منصب عظيم الدولة إلى مجرد حاكم اسمي.
وفي المقابل، كان عظيم الدولة يستحق خمس إجمالي إيرادات الدولة وشرف التحية بـ 21 طلقة.
توجد صورة لعظيم الدولة بريشة توماس داي في متحف فورت جورج، تشيناي.